# オレゴン演習

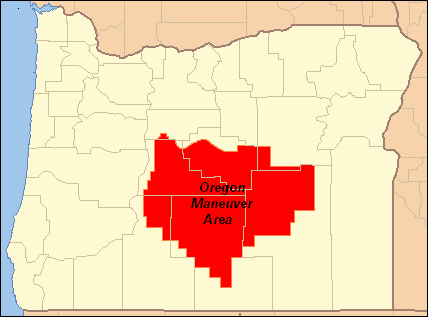
オレゴン演習が行われた区域

オレゴン演習（Oregon Maneuver）とは、第二次世界大戦中の1943年にアメリカ合衆国セントラル・オレゴンにて行われたアメリカ陸軍による大規模な軍事演習である。本演習の目的は、連合国軍の戦闘任務支援を目的とする前線派遣に先立ち、派遣に参加する陸軍部隊の能力をテストすることであった。およそ10万人の人員が本演習に参加した。主要な参加戦力はいずれもアレクサンダー・パッチ少将率いる第4軍団の隷下部隊であった。演習本部はオレゴン州ベンドのキャンプ・アボットに設置された。演習は赤軍と青軍の対戦形式で行われ、その中で5つの課題が設けられていた。本演習に参加した3個師団（第91歩兵師団、第96歩兵師団、第104歩兵師団）は、演習完了後にヨーロッパ戦線および太平洋戦線へと派遣された。

## 背景
オレゴン演習は太平洋岸北西部で行われたものの内、史上最大の野戦演習であった。100,000人以上の陸軍将兵が参加し、その多くはキャンプ・アデア、キャンプ・ホワイト、キャンプ・アボット戦闘工兵訓練センターに駐屯していた。またキャンプ・アボットは設備が充実していたことに加えセントラル・オレゴンの概ね中心にあたるベンドに位置していたことから演習本部として使用された。
演習区域としてオレゴン州のうち7郡に跨る10,000平方マイル (26,000 km2)以上の範囲が指定された。デシューツ郡のほぼ全域に加え、クルック郡、ハーニー郡、クラマス郡およびレイク郡の広い範囲、ジェファーソン郡およびグラント郡の一部が演習区域に組み入れられた。この演習区域内には4つの国有林、すなわち西部のデシューツ国有林、南西部のフレモント国有林、北部のオチョコ国有林、北東部のマルール国有林に加え、土地管理局管轄地域が含まれていた。演習区域はおおむね北西のシスターズ、北東のバーンズ、南のバレーフォールズを頂点とする三角形をしていた。
オレゴン演習には第4軍団所属の3個師団、すなわち第91歩兵師団、第96歩兵師団、第104歩兵師団が参加した。赤軍主力は第96歩兵師団で、ジェームズ・L・ブラッドレイ少将（James L. Bradley）が指揮官を務めた。青軍は第91および第104歩兵師団で構成され、ギルバート・R・クック少将が指揮官を務めた。赤軍は守備側を、青軍は攻撃側を務めた。
演習は歩兵、機甲、砲兵、航空、工兵、支援部隊の共同により9段階に分けて行われ、その中に5つの課題が設けられていた。課題には集合地点への攻撃、河川での攻撃および防衛、防衛拠点への突撃および占領などが含まれた。陸軍航空軍の参加部隊はレドモンド、マドラスおよびバーンズの飛行場に配置された。さらに実戦の過酷さを再現するため、いくつかの段階は2日間ないし3日間連続で行われることとされていた。

## 演習
演習の準備は1943年春から始まった。1943年7月、セントラル・オレゴンでの準備が始まった。演習実施に先駆けて、陸軍工兵隊は飛行場建設など複数のインフラ整備計画を遂行した。演習区域内の重要地点には物資集積所が設置され、陸軍信号隊は演習の為に必要な通信網の敷設を行った。
1943年7月27日、第4軍団司令官アレクサンダー・パッチ少将および幕僚団がキャンプ・アボットに到着した。歩兵の主力が演習区域に到着したのは8月上旬であった。これらの歩兵の大部分はシスターズとベンドを繋ぐ国道20号線に沿って野営した。キャンプ・ホワイトおよびキャンプ・アデアから部隊が移動する際、オレゴン州当局は陸軍の車列が国道97号線を通りマッケンジー峠およびサンティアム峠を抜けてカスケード山脈を超える旨を住民に対して警告している。また、演習区域内を移動する際は憲兵隊の指示に従うようにとの通達も行われた。

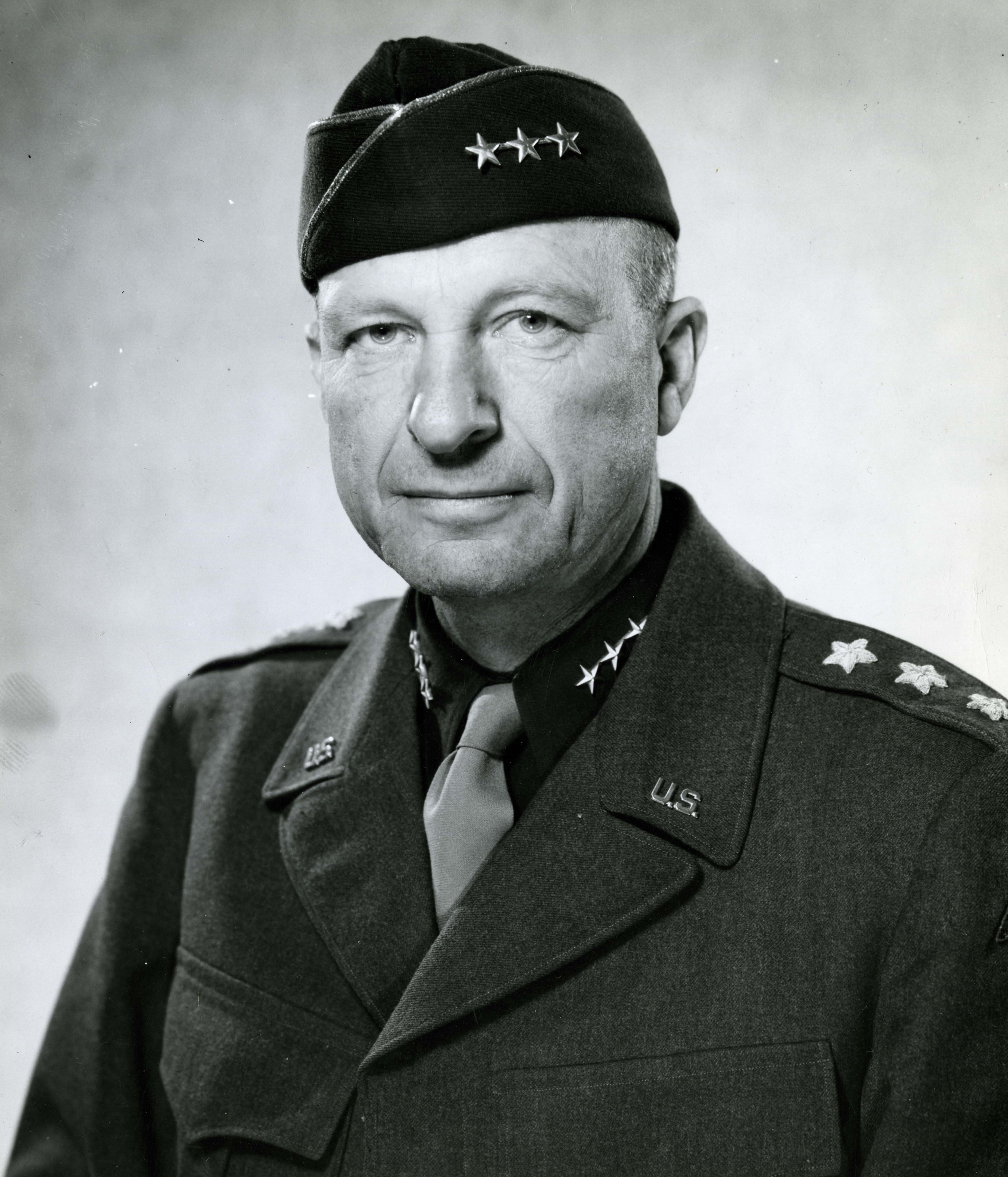
アレクサンダー・パッチ少将（1945年8月、当時中将）

演習の第1段階はシスターズ、ベンド、レドモンドを結んだ三角形の範囲で行われた。この段階には4週間が割かれ、実弾演習などの戦闘の準備に焦点を当てていた。キャンプ・アボットの工兵訓練センターから派遣された工兵隊はデシューツ川にて架橋演習を実施した。その他にも工兵隊によって道路の敷設を含む様々な建設作業が演習区域内で行われた。演習に参加した衛生要員は演習区域内に医療拠点を設置し、傷病兵の治療にあたった。演習の進行にあわせて陸軍兵站部も夜通しの活動を開始し、ベンド近くに設置された兵站拠点から前線に向けて軍用資材、食料、水、ガソリン、装備品などの運搬を行った。
9月中旬、赤軍はベンドの東40マイル (64 km)の地点に展開し、ブラザーズ近くで南北方向の防衛線を確立した。青軍はこの防衛線を攻撃し、赤軍戦力に東側への撤退を強いた。赤軍はベンドの東65マイル (105 km)、ハンプトン山（Hampton Mountain）からほど近い地点で新たな防衛線を確立した。この防衛線は南北に20マイル (32 km)の幅があった。青軍の攻撃が再び始まると、赤軍は数日間の激しい抵抗の末、青軍への足止め攻撃を行いつつ東のバーンズに向けて撤退した。赤軍はバーンズ市街の放棄を決断し、街から南西へ30マイル (48 km)の地点まで後退した。オレゴン演習における最終決戦はハーニー郡シルバークリーク近くのワゴンタイヤにて行われた。これは1878年に起こったバノック戦争における本物の古戦場からほど近い場所だった。3日間続いた最終決戦の中で、赤軍は高台に陣取って国道395号線を封鎖した。青軍は戦車を投入して赤軍の前哨地点を次々と攻略し、最終的に赤軍は戦線崩壊を余儀なくされた。
演習最終段階では陸軍地上軍総監のレスリー・マクネア中将による視察が行われた。決戦の舞台となったワゴンタイヤから南に位置するアルカリ湖近くの野戦飛行場でインタビューを受けたマクネア中将は、この演習が成功だったと語った。彼はまた、オレゴンのハイデザートが訓練環境として優れた地形だとも語っている。1943年10月13日、パッチ少将は赤青両軍共が全ての演習課題を達成したとして演習終了を公式に宣言した。1943年11月上旬、演習参加部隊の演習区域離脱および各駐屯地への復帰が始まった。1943年11月9日、陸軍は演習中に戦車や重車両によって破損した道路の補修を行うとの声明を発表した。
戦争省が作成したオレゴン演習に関する報告書では、ハイデザートの環境が所定の訓練を実施する為に理想的なものであったと述べられている。この中では、「寒冷な気候が長距離の徒歩行進を容易にし、また航空機の連続運用を可能にしたのは明らかである」とされている。また、気温が24時間以内に最大で50 °F (10 °C)の幅で変動することが、演習に参加した指揮官らによって報告された。報告書の中では、演習における最後の2段階の期間には気温がしばしば氷点下となり、最低で6 °F (−14 °C) にもなったとされている。この気候条件は渡河活動に悪影響を及ぼしたものの、一方で寒さによる健康問題はほとんど発生していなかったという。

## 演習後

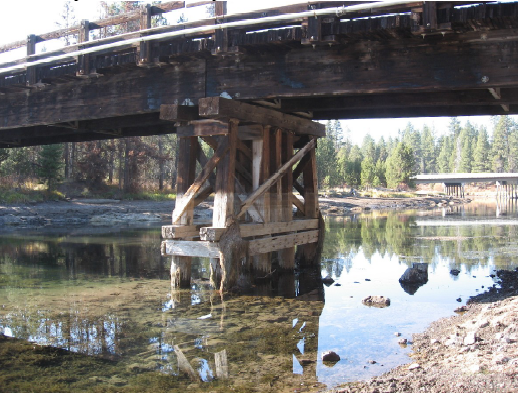
ジェネラル・パッチ橋

オレゴン演習の完了後、演習に参加した3師団はいずれも戦場へと派遣された。第91歩兵師団はまず北アフリカ戦線に派遣され、その後イタリア戦線での作戦に参加した。第96歩兵師団はハワイに送られ、フィリピン侵攻に向けた準備を整えた。そしてレイテ上陸を経てフィリピン方面で戦い、その後の沖縄侵攻にも参加した。第104歩兵師団は1944年9月7日にフランスへ上陸し、北フランス、ラインラント、ドイツ中央部での戦闘に参加した。
オレゴン演習中に建造された施設やインフラのうち、最後まで残されていたのがジェネラル・パッチ橋（General Patch Bridge）である。この橋はデシューツ国有林とキャンプ・アボットの中間に建造されたものである。2008年、林野局は木造部の老朽化を理由に橋を解体した。
2009年、オレゴン州議会にて、オレゴン演習を記念して国道97号線とオレゴン州道126号線の一部を「第二次世界大戦退役軍人記念道路」（World War II Veterans Historic Highway）と呼称する為の法案が通過した。この法案では、オレゴン演習が10万人以上のアメリカ軍人が参加した太平洋岸北西部における史上最大級の軍事演習であったとしている。